# Dżalama (Palestyna)
Dżalama (arab. جلمه) – palestyńska wioska położona w muhafazie Dżanin, w Autonomii Palestyńskiej.

## Położenie
Wioska Dżalama jest położona u wlotu do wadi Ara z Doliny Jezreel, u zachodniego podnóża wzgórz Gilboa. Leży w odległości 5 kilometrów na północ od miasta Dżanin. Na północ od wioski przebiega mur bezpieczeństwa oddzielający terytoria Autonomii Palestyńskiej od Izraela. 

## Demografia
Według danych z 2007 do wsi należały ziemie o powierzchni 5 827 ha. We wsi mieszka 2 370 osób.
| własność gruntów | powierzchnia gruntów (hektary) |
| ---------------- | ------------------------------ |
| Arabowie         | 5 775                          |
| Żydzi            | 0                              |
| publiczne        | 52                             |
| Razem            | 5 827                          |

| Rodzaj użytkowanych gruntów | hektary |
| --------------------------- | ------- |
| uprawy nawadniane           | 86      |
| uprawy zbóż                 | 4 777   |
| nieużytki                   | 949     |
| zabudowane                  | 15      |

## Gospodarka
Gospodarka wioski opiera się na rolnictwie, sadownictwie i uprawach w szklarniach.

## Komunikacja
Przez wioskę przechodzi droga nr 60, którą jadąc na południe dojeżdża się do miasta Dżanin. Natomiast jadąc na północ dociera się do przejścia granicznego Dżalama, po którego przekroczeniu wjeżdża się na terytorium Izraela i można dojechać do miasta Afula w Dolinie Jezreel.